# Brian Boucher
Brian Boucher (* 2. Januar 1977 in Woonsocket, Rhode Island) ist ein ehemaliger US-amerikanischer Eishockeytorwart, der im Verlauf seiner aktiven Karriere zwischen 1994 und 2013 unter anderem 371 Spiele für die Philadelphia Flyers, Phoenix Coyotes, Calgary Flames, Chicago Blackhawks, Columbus Blue Jackets, San Jose Sharks und Carolina Hurricanes in der National Hockey League bestritten hat. Boucher stellte im Jahr 2004 zwei NHL-Rekorde auf, als er 332 Minuten lang ohne Gegentor blieb und dabei fünf Shutouts in Folge erreichte.

## Karriere
Boucher begann seine Karriere zur Saison 1994/95 bei den Tri-City Americans in der Western Hockey League und wurde nach seiner Rookiesaison beim NHL Entry Draft 1995 von den Philadelphia Flyers in der ersten Runde an Position 22 ausgewählt. Die folgenden zwei Jahre spielte er noch weiter in der WHL bei den Americans und erhielt nach seinem letzten Juniorenjahr die Del Wilson Trophy für den besten Torhüter der WHL.
Zur Saison 1997/98 wechselte Boucher zum Farmteam der Flyers, den Philadelphia Phantoms, in die American Hockey League. Dort spielte er zwei Jahre, gewann mit den Phantoms den Calder Cup und kam in der Saison 1999/2000 zum ersten Mal in der NHL zum Einsatz. Sofort konnte er überzeugen und schaffte in seiner ersten Saison vier Shutouts. Seine guten Leistungen führten dazu, dass er in den Playoffs den Posten als Stammtorwart von John Vanbiesbrouck übernahm und mit den Flyers das Finale der Eastern Conference erreichte. In der Saison 2000/01 musste er sich dann hinter dem neuverpflichteten Roman Čechmánek einreihen, der eine herausragende Saison spielte. Aufgrund von Bouchers Leistungen wäre eine Aufstufung zum Stammtorhüter zu diesem Zeitpunkt auch nicht gerechtfertigt gewesen, denn er blieb in allen Belangen hinter der Form des letzten Jahres zurück. In den Playoffs kam er nur zu einem Einsatz von 37 Minuten, in denen er aber drei Gegentreffer hinnehmen musste. Die Saison 2001/02 lief dagegen schon etwas positiver. Boucher konnte einigermaßen an seine alte Form anknüpfen und teilte sich den Posten als Nummer 1 mit Čechmánek. Doch trotz guter Leistungen beider Torhüter in den Playoffs, schieden die Flyers schon in der ersten Runde aus. Im Sommer 2002 wurde Boucher in einem Tauschgeschäft mit einem Draftrecht für Michal Handzuš und Robert Esche zu den Phoenix Coyotes transferiert. Dort war er nun alleiniger Stammtorwart, jedoch lief die Saison nicht positiv. Boucher kassierte zu viele Gegentore und am Ende reichte es nicht zu einer Qualifikation für die Playoffs. Auch in der Saison 2003/04 konnten die Coyotes, trotz eines besser auftretenden Brian Boucher, die Playoffs nicht erreichen.

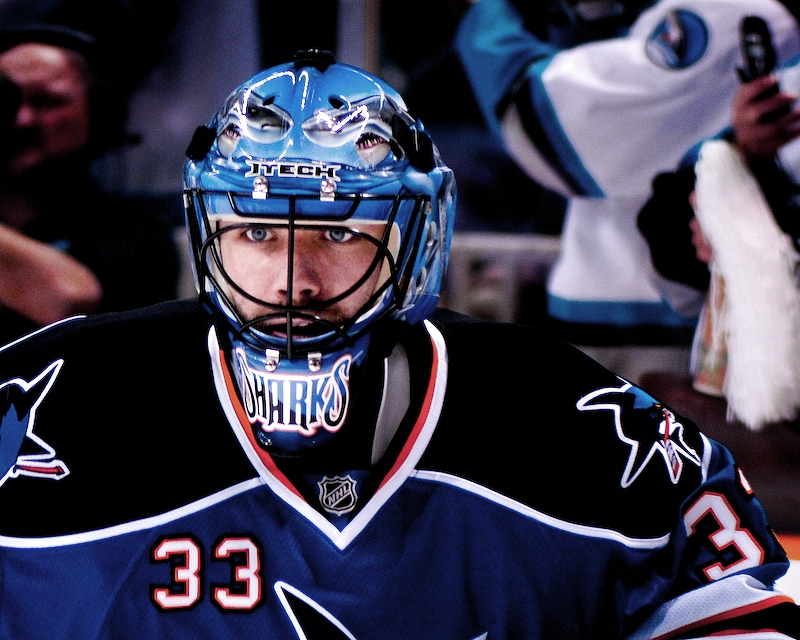
Boucher im Trikot der San Jose Sharks

Vor der NHL-Saison 2004/05 verlängerte Boucher in Phoenix um ein Jahr, jedoch war der Vertrag wenig später hinfällig, da die Spielzeit wegen des Lockout komplett abgesagt wurde. Boucher unterschrieb daraufhin bei HV71 Jönköping in der schwedischen Elitserien, wurde aber nach zwei Monaten wieder entlassen.
Zu Beginn der Saison 2005/06 unterschrieb Boucher einen neuen Vertrag bei den Phoenix Coyotes. Doch die Vorzeichen waren für ihn nicht gut, denn man hatte mit Curtis Joseph einen hervorragenden neuen Torhüter verpflichtet. Außerdem verletzte sich Boucher vor der Saison. Er absolvierte daher lediglich elf Spiele mit eher schlechten Leistungen für Phoenix, ehe er mit Mike Leclerc für Steven Reinprecht und Philippe Sauvé zu den Calgary Flames transferiert wurde. Als Nummer 2 hinter Miikka Kiprusoff spielte er noch drei Mal in der Saison, blieb aber weiter hinter seinen Möglichkeiten zurück. Sein Vertrag lief Ende der Saison aus und nachdem Jamie McLennan von Calgary als Back-up-Goalie verpflichtet wurde, verlängerte man Bouchers Vertrag nicht. Kurz vor Beginn der Saison 2006/07 unterzeichnete er einen Einjahresvertrag bei den Chicago Blackhawks. Dort übernahm er hinter Nikolai Chabibulin die Rolle des Back-up-Goalie. Gleich zu Beginn der Saison brach sich Chabibulin einen Finger und Boucher sprang für ihn ein, spielte aber sehr schwach. Er kam nur noch zu einigen Einsätzen und wurde im Februar 2007 von den Columbus Blue Jackets über die Waiver-Liste verpflichtet. Dort war er die Nummer zwei hinter Fredrik Norrena. Im Sommer 2007 unterzog sich Boucher einer Schulteroperation. Nachdem ihm deshalb kein NHL-Team einen Vertrag angeboten hatte, kehrte er nach Philadelphia zurück, wo er in der AHL für die Philadelphia Phantoms, dem Farmteam der Flyers, spielte und nach langer Zeit wieder als Stammtorwart zu regelmäßigen Einsätzen kam. Am 26. Februar 2008 verpflichteten ihn die San Jose Sharks, die hinter ihrem Stammkeeper Jewgeni Nabokow einen erfahrenen Ersatzmann für die Playoffs benötigten. Diese Position füllte Boucher im restlichen Verlauf der Saison sowie der gesamten folgenden aus und wusste trotz wenigen Einsätzen zu überzeugen. Dadurch aufmerksam geworden, verpflichtete sein Ex-Team Philadelphia Flyers den Free Agent am 1. Juli 2009.
Am 1. Juli 2011 unterzeichnete Boucher einen Kontrakt für zwei Jahre bei den Carolina Hurricanes. Dort bestritt er in den folgenden beiden Spielzeiten allerdings nur zehn Spiele, bevor er im Januar 2013 erneut zu den Philadelphia Flyers transferiert wurde. Für die Saison 2013/14 wurde der US-Amerikaner vom EV Zug aus der National League A verpflichtet. Nach nur fünf Spielen wurde Boucher allerdings wieder entlassen. Der US-Amerikaner beendete daraufhin seine Karriere.

### International
Boucher vertrat die US-amerikanische U20-Auswahl bei den Junioren-Weltmeisterschaften 1996 und 1997. Dabei führte er die Mannschaft 1997 mit seinen herausragenden Leistungen bis ins Finale, wo die Amerikaner allerdings den Kanadiern mit 0:2 unterlegen waren.

## Erfolge und Auszeichnungen
| - 1996 WHL West Second All-Star Team - 1997 WHL West First All-Star Team - 1997 Del Wilson Trophy - 1997 CHL Third All-Star Team | - 1998 Teilnahme am AHL All-Star Classic - 1998 Calder-Cup-Gewinn mit den Philadelphia Phantoms - 2000 NHL All-Rookie Team |

### International
- 1997 Silbermedaille bei der Junioren-Weltmeisterschaft
- 1997 All-Star Team der Junioren-Weltmeisterschaft

## Moderne NHL-Rekorde1
- Meiste Shutouts in Folge (Fünf Shutouts; 31. Dezember 2003 bis 9. Januar 2004)
- Längste Zeit ohne Gegentor (332 Minuten und eine Sekunde; 22. Dezember 2003 bis 11. Januar 2004)

1 Moderne NHL-Rekorde werden seit 1944 aufgestellt, als die rote Mittellinie eingeführt wurde

## Karrierestatistik

### International
Vertrat die USA bei:
- Junioren-Weltmeisterschaft 1996
- Junioren-Weltmeisterschaft 1997

(Legende zur Torhüterstatistik: GP oder Sp = Spiele insgesamt; W oder S = Siege; L oder N = Niederlagen; T oder U oder OT = Unentschieden oder Overtime- bzw. Shootout-Niederlage; Min. = Minuten; SOG oder SaT = Schüsse aufs Tor; GA oder GT = Gegentore; SO = Shutouts; GAA oder GTS = Gegentorschnitt; Sv% oder SVS% = Fangquote; EN = Empty Net Goal; 1 Play-downs/Relegation; Kursiv: Statistik nicht vollständig)

## Sonstiges
- In der zweiten Runde der Stanley-Cup-Playoffs 2000 traf Boucher mit den Philadelphia Flyers auf die Pittsburgh Penguins. Im vierten Spiel der Serie stand es nach 60 Minuten 1:1 und es ging in die Verlängerung. Nachdem das Spiel in die fünfte Verlängerung gegangen war, war immer noch kein Tor gefallen. Doch nach insgesamt 152 Minuten konnten die Flyers das 2:1 jubeln. Brian Boucher war der herausragende Mann, der in zweieinhalb Stunden nur einen Gegentreffer kassierte und 57 Schüsse abwehrte.

- Brian Boucher stellte 2004 zwei sogenannte „moderne“ NHL-Rekorde auf, als er insgesamt 332 Minuten und eine Sekunde ohne Gegentreffer blieb und fünf Shutouts in Folge verbuchen konnte. Die „moderne“ Zeit der NHL begann 1944, als die rote Mittellinie auf dem Eis eingeführt wurde. Boucher brach damit die Rekorde von Bill Durnan aus dem Jahr 1949, der vier Shutouts hintereinander schaffte und 309 Minuten und 21 Sekunden ohne Gegentreffer blieb.